# Лорънс Арабски (филм)
Тази статия се отнася за филма „Лоурънс Арабски“. За историческата личност, известна с този прякор вижте Томас Лоурънс.
„Лорънс Арабски“ (на английски: Lawrence of Arabia) е британски филм от 1962 г., спечелил седем Оскара и номиниран за още три. Филмът е режисиран от Дейвид Лийн, участват Питър О'Тул, Алек Гинес и Омар Шариф. Музиката към него е написана от Морис Жар. Снимките за филма започват на 15 май 1961 г. и приключват на 20 октомври 1962 г. Част от сцените в пустинята са заснети в Алмерия, Испания. Премиерата на „Лорънс Арабски“ е на 10 декември 1962 г. и в САЩ излиза на 16 декември 1962 г. Американският филмов институт обявява „Лорънс Арабски“ за един от петте най-велики филми за всички времена.

## Сюжет
Филмът пресъздава истинската история на знаменития британски офицер Т. Е. Лорънс, който обединява враждуващите арабски племена и победоносно ги повежда срещу войските на Османската империя по време на Първата световна война.

## В ролите
| Актьор       | Роля           |
| ------------ | -------------- |
| Питър О'Тул  | Томас Лорънс   |
| Алек Гинес   | Принц Фейсал   |
| Антъни Куин  | Ауда ибу Тайи  |
| Джак Хокинс  | Генерал Алънби |
| Омар Шариф   | Шериф Али      |
| Хосе Ферер   | Турски бей     |
| Антъни Куейл | Хари Брайтън   |
| Клод Рейнс   | г-н Драйдън    |
| Артър Кенеди | Джаксън Бентли |

## Интересни факти
- Това е първият филм, в който Питър О'Тул се появява в главна роля, а също и първият филм, в който Омар Шариф се снима извън Египет, (където вече е кинозвезда).
- Във филма няма нито една женска роля (както и в предишния филм на Дейвид Лийн „Мостът на река Куай“), ако не броим момичето от обкръженито на принц Фейсал, което се появява за няколко секунди в кадър.
- Преди да я предложат на Омар Шариф, ролята на Али е предложена на Ален Делон, но той отказва да сложи кафяви контактни лещи, които биха скрили сините му очи.

## Награди и номинации
„Оскари“ 1963 година
Печели (7):
- Най-добър филм
- Най-добър режисьор (Дейвид Лийн)
- Най-добро операторско майсторство (в категория – цветни филми)
- Най-добър художника (в категория – цветни филми)
- Най-добър звук
- Най-добър монтаж
- Най-добър саундтрак

Номинации (3):
- Най-добра мъжка роля (Питер О’Тул)
- Най-добра поддържаща мъжка роля (Омар Шариф)
- Най-добър адаптивен сценарий (Робърт Болт)

„Златен глобус“ 1963 година
Печели (4):
- Най-добър филм (драма)
- Най-добър режисьор (Дейвид Лийн)
- Най-добра поддържаща мъжка роля (Омар Шариф)
- Най-добро операторско майсторство (в категория – цветни филми)

Номинации (3):
- Най-добра мъжка роля (драма) (Питър О’Тул)
- Най-добра мъжка роля (драма) (Антъни Куин)
- Най-добър саундтрак

БАФТА 1963 година
Печели (4):
- Най-добър филм
- Най-добър британски актьор (Питър О’Тул)
- Най-добър сценарий британски филм (Робърт Болт)
- Най-добър британски филм

Номинации (1):
- Най-добър чуждестранен актьор (Антъни Куин)

## В България
Един от първите му дублажи на филма е на Арс Диджитал Студио, излъчен по Нова телевизия през 2009 г. Екипът се състои от:
| Озвучаващи артисти | Даниел Цочев Симеон Владов Стефан Димитриев Любомир Младенов Станислав Димитров |

Преозвучен е и втори дублаж на Диема Вижън, в който е излъчен на 24 февруари 2018 г. по KinoNova. Екипът се състои от:
| Преводач            | Саша Добрева                                                                                    |
| Тонрежисьор         | Цветомир Цветков                                                                                |
| Режисьор на дублажа | Димитър Кръстев                                                                                 |
| Озвучаващи артисти  | Васил Бинев Силви Стоицов Александър Воронов Ивайло Велчев Светозар Кокаланов Александър Митрев |